# Hati (satèl·lit)
Hati, també conegut com a Saturn XLIII (designació provisional S/2004 S 14), és un satèl·lit natural de Saturn. La seva descoberta fou anunciada per Scott S. Sheppard, David C. Jewitt, Jan Kleyna i Brian G. Marsden el 4 de març del 2005 a partir d'observacions fetes entre el 12 de desembre del 2004 i l'11 de març del 2005.
Hati té prop de 6 quilòmetres de diàmetre i orbita Saturn a una distància mitjana de 20.3030 Mm en 1080,099 dies, amb una inclinació de 163° respecte a l'eclíptica (165° respecte a l'equador de Saturn), en direcció retrògrada i amb una excentricitat orbital de 0,291.
Va ser anomenat l'abril del 2007 en honor de Hati, un llop gegant de la mitologia nòrdica, fill de Fenrir i germà bessó de Skoll.